# بوبا ميلر
بوبا ميلر (بالإنجليزية: Bubba Miller)‏ هو لاعب كرة قدم أمريكية أمريكي، ولد في 24 يناير 1973 في ناشفيل في الولايات المتحدة.

## وصلات خارجية
- بوبا ميلر على موقع مرجع كرة القدم المحترفة.كوم (الإنجليزية)